# Castelnuovo Don Bosco
Castelnuovo Don Bosco (piemontiul: Castelneuv Don Bòsch) település Olaszországban, Piemont régióban, Asti megyében. Lakosainak száma 3119 fő (2023. január 1.). Castelnuovo Don Bosco Albugnano, Buttigliera d’Asti, Capriglio, Moncucco Torinese, Moriondo Torinese, Passerano Marmorito és Pino d’Asti községekkel határos.

## Népesség
A település lakossága az elmúlt években az alábbi módon változott:
| Lakosok száma | 3235 | 3195 | 3119 |
|               | 2017 | 2018 | 2023 |

## Híres emberek
Itt született Bosco Szent János katolikus pap, a szalézi szerzetesrend megalapítója. Emlékére változtatták meg a falu korábbi nevét, ami azelőtt Castelnuovo d’Asti volt.